# L'Œil cacodylate
 (septembre 2017).
L'Œil cacodylate est un tableau dadaïste de l'artiste français Francis Picabia, réalisé en 1921.

## Contenu
Il s'agit d'une toile en haut de laquelle Picabia a écrit en lettres capitales rouges « L'ŒIL CACODYLATE ». Il a dessiné un œil au milieu de la toile et a signé « FRANCIS PICABIA 1921 » en bas.
Picabia a ensuite demandé à ses amis de signer son œuvre lorsqu'ils passaient dans son atelier puis a l'occasion d'un réveillon cacodylate.
Picabia a par ailleurs réalisé d'autres œuvres à la même période sur le thème du regard perturbé et il a écrit un poème intitulé Cacodylate. Francis Picabia a souffert d'un zona ophtalmique à la fin de l'année 1920.

### Les signataires
La toile est couverte de dédicaces d'amis de l'artiste. Parmi ces dédicaces, on peut lire (de gauche à droite et de haut en bas) :
- Tout le monde ont signé je signe Y. Moreau
- Paul "Z". final Dermée
- Je m'appelle DADA depuis 1892 Milhaud
- Écrire quelque choses c'est bien !! Se taire : c'est mieux !! Marthe Chenal
- À chacun son culte ! Au tien... Marguerite Buffet.
- Fratellini Ricordi di 3 Fratel
- J'arrive de la campagne Metzinger
- Céline Arnauld le masque DADA
- Je voudrais mettre quelque chose... Dodo Doilac
- Je prête sur moi-même G. Ribemont Dessaignes
- Comprendre ? Thomas Salignac
- Couronne de mélancolie JC Jazz très Drummer
- Mon ŒIL en DEUIL de verre vous regarde J. Crotti
- Fatty Good luck
- Il faut mais je ne peux pas G. de Zayas
- Moi, j'aime Francis et Germaine Marcelle Évrard
- Criminel dit Madge Lipton
- Parlez pour moi J. Rigaut.
- Dunoyer de Segonzac Sergent majors
- Georges Casella
- Voilà Jean Hugo
- Quand on me prend au dépourvu MOI = Je suis bête Suzanne Duchamp
- J'ai tout perdu et tout perdu est gagné Benjamin Péret
- C'est difficile d'être peintre H. Jourdan-Morhange
- Raphaël-Schwartz
- Je n'ai rien à vous dire Georges Auric
- à Francis Picabia qui raconte des histoires de nègre Gabriële Buffet
- Mon cœur bat Valentine J. Hugo
- Non, je ne signerai pas René Blum
- Vive Agaga Pansaers
- Picabia te souviens tu de PHARAMOUSSE ?
- Le petit de Massot sourit au Grand Picabia !
- Soleil russe S. Charchoune
- Je l'édite J. Povolozky
- J'aime Picabia De Vader
- J'aime la salade Francis Poulenc.
- J'espère toujours me réveiller ! Germaine Everling
- J'admire Léo Claretie
- 1 de + H. Valensi
- Renata Borgatti les croissants sont bons
- Francis Picabia par Marie de La Hire
- Je n'ai rien fait et je signe François Hugo
- Michel Corlin Le cuculin
- Isadora aime Picabia ! De tout son âme
- Alice Malançon la flemme
- J'aime aussi Auric J'aime Francis Hania Routchine
- Je me trouve très Tristan Tzara

### Photos
Au milieu de ces dédicaces, huit photos ont été collées. Parmi elles, on distingue les trois frères Fratellini en costume de clown, Jean Cocteau entouré de sa dédicace « Couronne de mélancolie », Gabriële Buffet recouverte par sa dédicace « à Francis Picabia qui raconte des histoires de nègre » ou encore Picabia au-dessus de la signature « FRANCIS PICABIA 1921 ».

### Manques
Plusieurs signatures se sont effacées avec le temps. Les dédicaces de Marcel Duchamp, Man Ray, Roland Dorgelès, Pierre Lalo ou encore Paul Poiret ne sont plus visibles.

### Signification du terme cacodylate
Le cacodylate est un sel ou ester de l'acide cacodylique ou diméthylarsénique, à propriétés thérapeutiques comparables à celles des autres arsenicaux, mais de toxicité moindre (définition CNRTL). Le cacodylate était employé dans de très nombreuses pathologies, dont des maladies infectieuses et parmi celles-ci, la syphilis.

### Utilisation du titre
Une librairie thématique installée au 31, rue Auguste-Comte à Lyon tire son nom du tableau de Francis Picabia depuis le 21 novembre 2023 : L'oeil cacodylate - Arts, Littératures, Idées.